# Jiraiya
Pour l’article ayant un titre homophone, voir Jiraya (homonymie).
Jiraiya (自来也) est un personnage du conte japonais Jiraiya Goketsu Monogatari (La Légende du Galant Jiraiya), populaire dans les représentations du théâtre kabuki.
Jiraiya était le souverain d’un puissant clan de Kyushu. Après la ruine de son clan, il devient le chef d’une bande de voleurs chevaleresques et s’enfuit vers la province d'Echigo. Sur le mont Myōkō, une montagne au sud du Japon où l’on apprend la magie des crapauds, il rencontre un immortel qui l’initie à la magie, lui donnant le pouvoir de se transformer en crapaud. Il finit par retrouver Sarashina, l’homme responsable de la ruine de son clan, et le tue.
Jiraiya rencontre ensuite Tsunade, une belle jeune femme qui maîtrise la magie des escargots, qu’il épouse. Un des serviteurs de Jiraiya, Yashagoro, jaloux et ensorcelé par un serpent, reçoit les pouvoirs de la magie des serpents. Il prend le nom d’Orochimaru et décide d’attaquer son ancien maître.
Jiraiya et Tsunade luttent contre Orochimaru, mais ils sont empoisonnés par le venin du serpent et tombent inconscients. Un autre serviteur de Jiraiya arrive à la rescousse. L’histoire se termine brutalement sur cette scène .